# 五日町站
五日町站（日语：／ Itsukamachi eki */?）是位於新潟縣南魚沼市五日町，東日本旅客鐵道（JR東日本）和日本貨物鐵道（JR貨物）的上越線車站。

## 歷史
- 1923年（大正12年）11月18日：國鐵上越北線（現時：上越線）浦佐站至鹽澤站之間開通，此站啟用[1]。
- 1959年（昭和34年）9月26日：受到伊勢灣颱風的暴風影響，車站大樓全毀。同年12月，（現時的）車站大樓重建完成[注 1]。
- 1970年（昭和45年）12月15日：除了專用線到發的貨物外，結束其他貨物起卸業務。
- 1974年（昭和49年）5月20日：開設水泥終站五日町營業所。
- 1984年（昭和59年）2月1日：結束行李起卸業務。
- 1987年（昭和62年）4月1日：伴隨國鐵分割民營化，車站由東日本旅客鐵道（JR東日本）和日本貨物鐵道（JR貨物）營運。
- 2006年（平成18年）3月18日：此站再沒有貨物列車班次停靠。
- 2014年（平成26年）7月1日：成為無人車站。由越後湯澤站管理。

## 車站構造
此站是地面車站，設有2面2線的單式月台。月台之間設有跨線橋連接。曾經在1號和3號月台之間設有2號月台（中線），現時已經不再使用。
此站是由越後湯澤站管理的無人車站。此站在2014年6月30日前為有人車站。站內設有鈕式簡易自動售票機、自動販賣機和室內候車室。

### 月台
| 月台 | 路線    | 上下行 | 方向                 |
| ---- | ------- | ------ | -------------------- |
| 1    | ■上越線 | 下行   | 小出、長岡方向       |
| 3    | ■上越線 | 上行   | 六日町、越後湯澤方向 |

參考

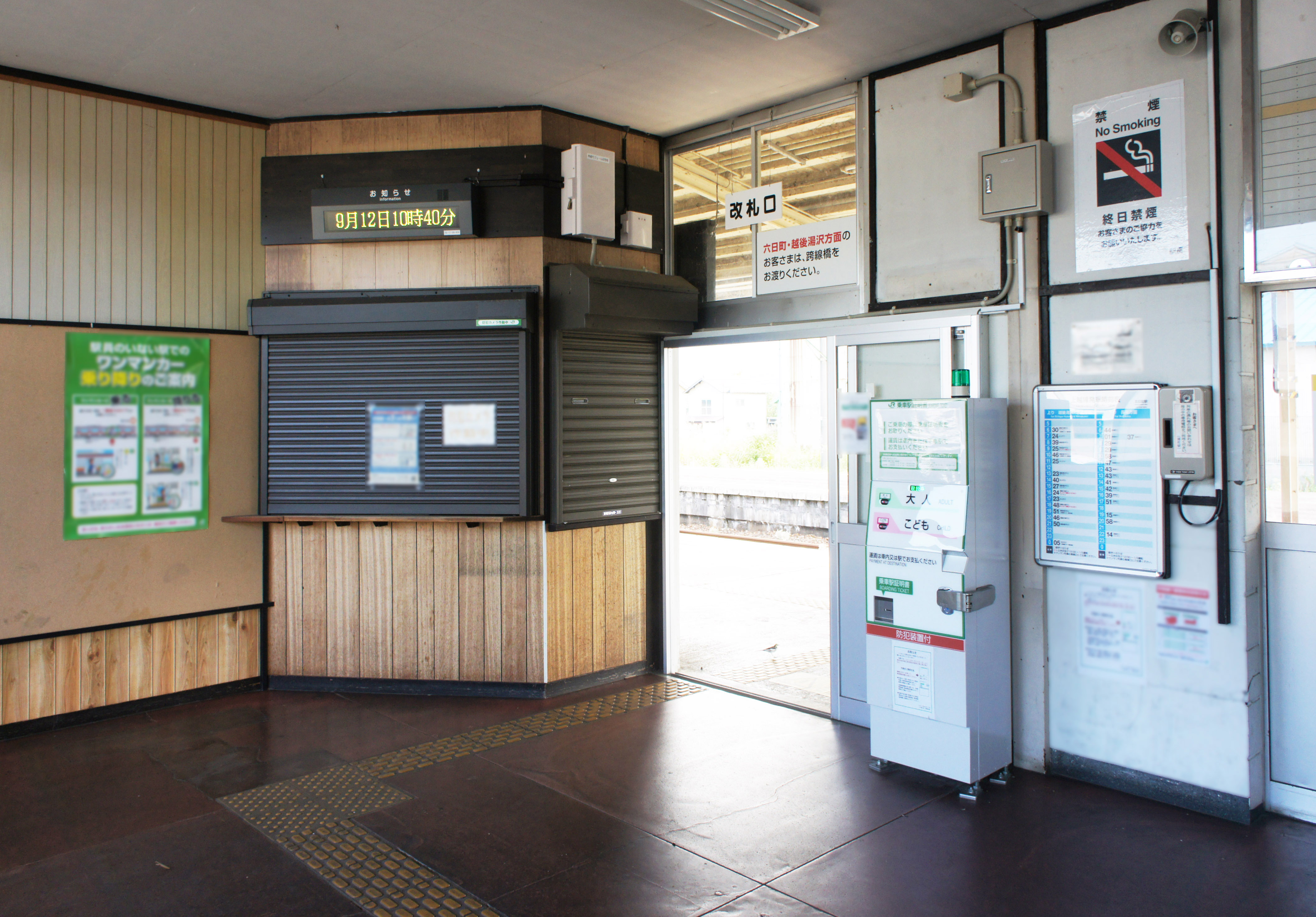
檢票口(2021年9月)
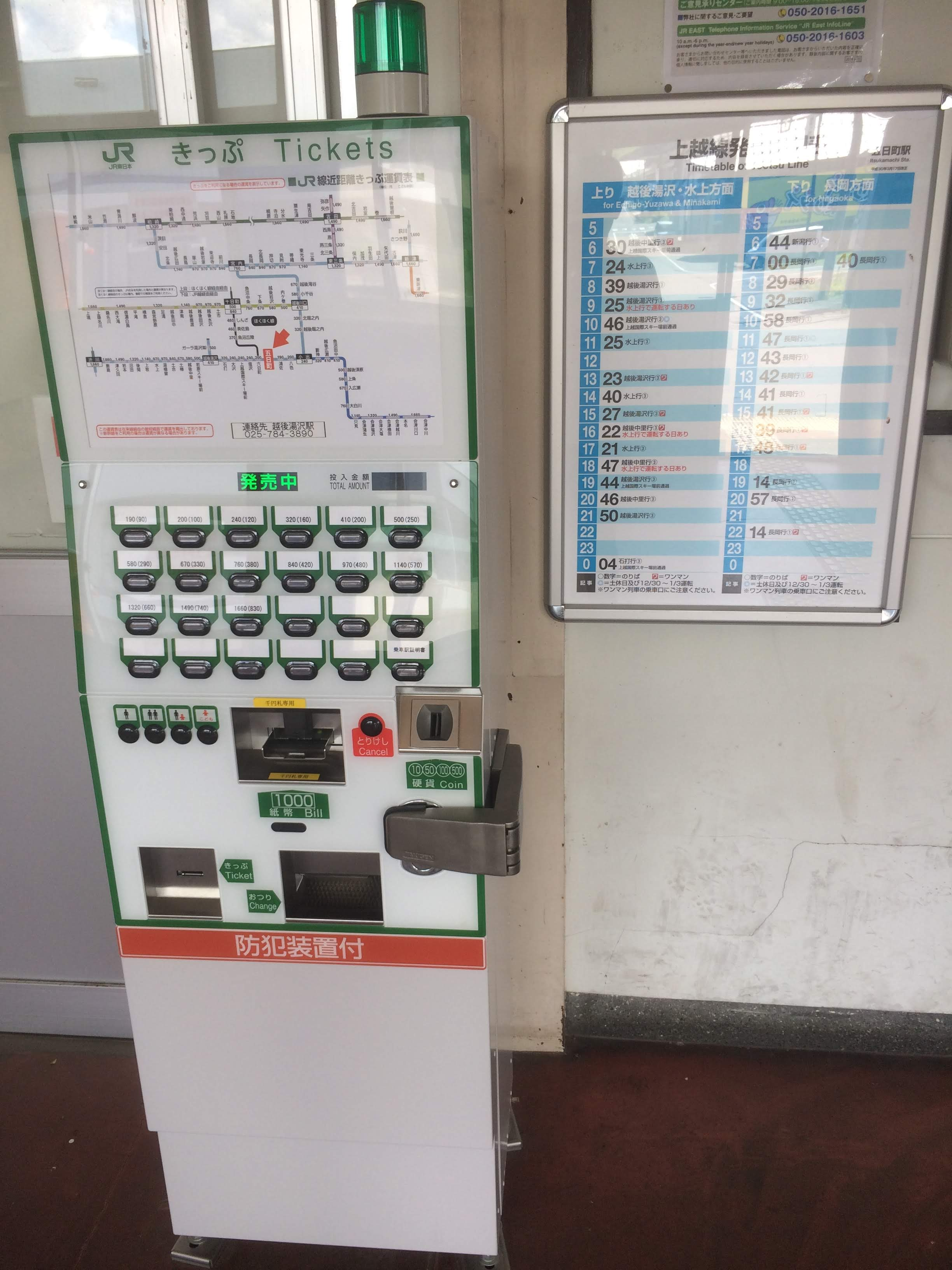
按鈕式自動售票機(2018年7月)
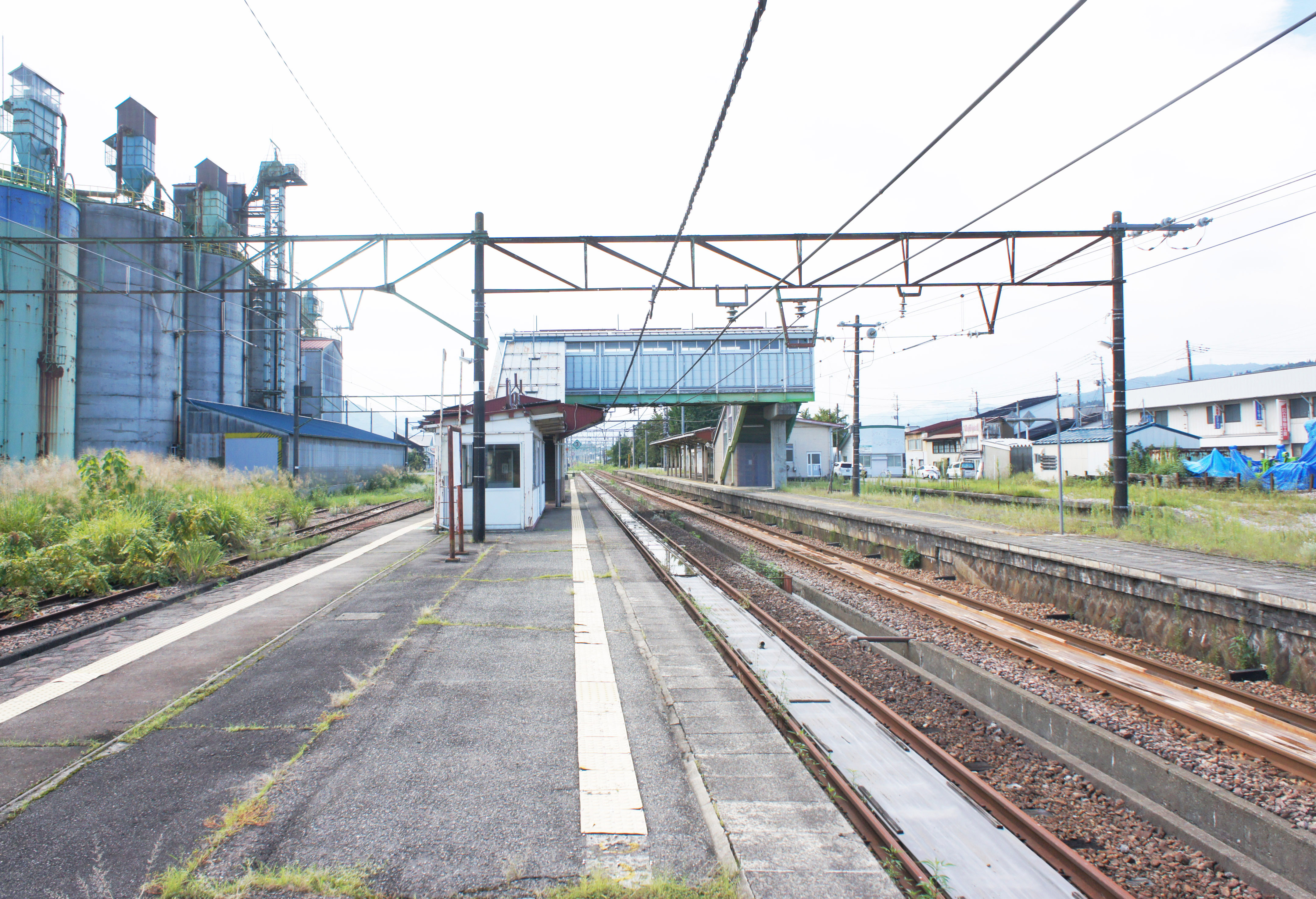
月台(2021年9月)

### 有人車站時代
此站是由浦佐站管理的業務委託車站，沒有MARS終端，只有POS終端。此站設有櫃臺、有人檢票口和輕觸式自動售票機。

## 貨物起卸
在JR貨物車站中。截至2018年，此站為臨時車載貨物起卸車站。沒有定期貨運列車到發。
在站內東邊（後方）設有水泥總站五日町營業所，車站北邊設有住友大阪水泥五日町服務站。兩處設有專用線連接此站。並從青海站運送水泥至此站，前者在2006年（平成18年），後者在2001年（平成13年）3月廢止。
在1997年（平成9年）3月前，水泥總站五日町營業所斜對面設有日本石油五日町油庫，並從沼垂站運送石油至此處。現時油庫變為當地企業工場。

## 使用狀況
根據「JR東日本」資料，以下為乘車人次變化：
| 乘車人次變化       | 乘車人次變化     | 乘車人次變化    |
| 年度               | 1日平均 乘車人次 | 參考資料        |
| ------------------ | ---------------- | --------------- |
| 2000年（平成12年） | 351              | [ 利用客数 1 ]  |
| 2001年（平成13年） | 364              | [ 利用客数 2 ]  |
| 2002年（平成14年） | 351              | [ 利用客数 3 ]  |
| 2003年（平成15年） | 311              | [ 利用客数 4 ]  |
| 2004年（平成16年） | 276              | [ 利用客数 5 ]  |
| 2005年（平成17年） | 269              | [ 利用客数 6 ]  |
| 2006年（平成18年） | 267              | [ 利用客数 7 ]  |
| 2007年（平成19年） | 265              | [ 利用客数 8 ]  |
| 2008年（平成20年） | 265              | [ 利用客数 9 ]  |
| 2009年（平成21年） | 257              | [ 利用客数 10 ] |
| 2010年（平成22年） | 240              | [ 利用客数 11 ] |
| 2011年（平成23年） | 244              | [ 利用客数 12 ] |
| 2012年（平成24年） | 227              | [ 利用客数 13 ] |
| 2013年（平成25年） | 237              | [ 利用客数 14 ] |

## 車站周邊
車站附近設有住友大阪水泥五日町服務站、五日町滑雪場和教育機構。
此站周邊是三國街道的五日町宿。

## 巴士路線

包含此站在內的南越後觀光巴士路線圖

越後交通集團下的南越後觀光巴士和南魚沼市社區巴士「市民巴士」設有巴士路線停靠附近巴士站。
- MU 六日町＝野田＝五日町＝大崎＝浦佐線[3]
最近此站的巴士站是「五日町站前」（MU18）。
- MK 六日町＝浦佐＝小出線[3]
最近此站的巴士站是在車站西方500米的國道17號上，名為「五日町」（MK18）。
- ＜市民巴士＞ ■ 大卷・泉路線
最近此站的巴士站是「五日町站角」[4]。

## 相鄰車站
東日本旅客鐵道（JR東日本）
■上越線
六日町－五日町－浦佐

## 注腳

### 使用狀況
1. ↑  . 東日本旅客鐵道.   [2019-04-12]. （原始内容存档于2019-04-02） （日语）.
2. ↑  . 東日本旅客鐵道.   [2019-04-12]. （原始内容存档于2019-02-22） （日语）.
3. ↑  . 東日本旅客鐵道.   [2019-04-12]. （原始内容存档于2019-04-02） （日语）.
4. ↑  . 東日本旅客鐵道.   [2019-04-12]. （原始内容存档于2019-03-27） （日语）.
5. ↑  . 東日本旅客鐵道.   [2019-04-12]. （原始内容存档于2019-02-23） （日语）.
6. ↑  . 東日本旅客鐵道.   [2019-04-12]. （原始内容存档于2019-04-02） （日语）.
7. ↑  . 東日本旅客鐵道.   [2019-04-12]. （原始内容存档于2019-04-02） （日语）.
8. ↑  . 東日本旅客鐵道.   [2019-04-12]. （原始内容存档于2019-04-02） （日语）.
9. ↑  . 東日本旅客鐵道.   [2019-04-12]. （原始内容存档于2019-02-22） （日语）.
10. ↑  . 東日本旅客鐵道.   [2019-04-12]. （原始内容存档于2019-04-02） （日语）.
11. ↑  . 東日本旅客鐵道.   [2019-04-12]. （原始内容存档于2019-04-02） （日语）.
12. ↑  . 東日本旅客鐵道.   [2019-04-12]. （原始内容存档于2019-04-02） （日语）.
13. ↑  . 東日本旅客鐵道.   [2019-04-12]. （原始内容存档于2019-03-27） （日语）.
14. ↑  . 東日本旅客鐵道.   [2019-04-12]. （原始内容存档于2019-03-06） （日语）.

## 外部連結
- 車站資訊（五日町）：東日本旅客鐵道（日語）